# Rhyncomya minutalis
Rhyncomya minutalis är en tvåvingeart som beskrevs av Villeneuve 1927. Rhyncomya minutalis ingår i släktet Rhyncomya och familjen Rhiniidae. Inga underarter finns listade i Catalogue of Life.